# الملقطة
الملقطة هو موقع أثري يقع شمال البدع الواقع إلى الشمال الغربي من المملكة العربية السعودية.

## الوصف
هي عبارة عن تلال أثرية تقع على الضفة الشرقية لوادي عفال في مقابلة موقع المالحة٬ ويحيط بهذه التلال سور من اللبن على أساس حجري، وتجاورها بركة مبنية بالحجر٬ وتنتشر على هذه التلال أنواع عدة من كسر الفخار والزجاج الإسلامي٬ كما عُثر على سطحها
على عملات من العصر الفاطمي٬ ويمثل هذا الموقع بقايا البلدة الإسلامية التي كانت عامرة بواحة مدين خلال الفترة الممتدة من
القرن الأول إلى القرن الخامس الهجري (القرن السابع إلى الحادي عشر الميلادي).
 عثر في الموقع على العديد من الكتابات والنقوش وهي كتابات تزيينية كما هو واضح على لوح الرخام الذي عُثر عليه، والذي كتب عليه آية الكرسي وسورة الإخلاص بخط كوفي.

## وصلات خارجية
- صورة نقش آية الكرسي وسورة الإخلاص